# قلعة مزيد
قلعة مزيد تقع في منقطة مزيد في مدينة العين، تابعة لـ إمارة أبوظبي في الإمارات العربية المتحدة.

## عنها
تقع قلعة مزيد على سفح جبل حفيت في العين وقد تم ترميمها حتى يتسنى للزوار التعرف على إحدى أكبر القلاع في المنطقة. وتمكِّن أبراج القلعة الشاهقة الزوار من التمتُّع بالمنظر الرائع لمزارع النخيل والسهل الشرقي. يعود تاريخ بناء القلعة إلى القرن التاسع عشر، قعلة مزيد بُنيت من قبل المزايدة، وهم من النواصر من مدينة العين.

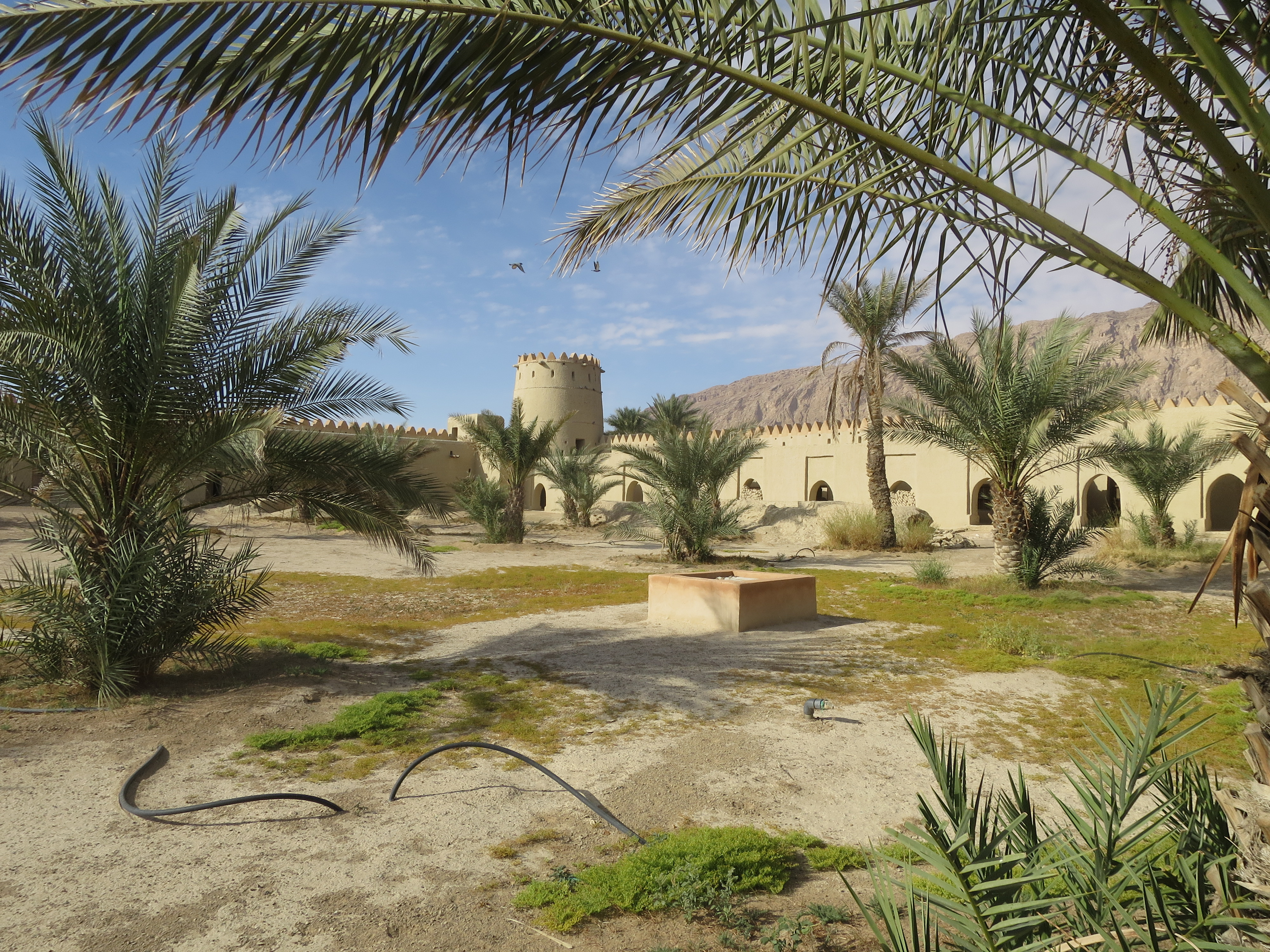
قلعة مزيد من الداخل

يمتد البناء المستطيل الشكل على مساحة تقارب 3600 متر مربع وهو محاط بأبراج مراقبة مرتفعة أسطوانية الشكل على ثلاث زوايا هي الزاوية الشمالية الشرقية والشمالية الغربية والجنوبية الشرقية أما الزاوية الجنوبية الغربية فيوجد فيها مجموعة من الغرف تتكون من طابقين يضم الجزء العلوي منها غرفتين متصلتين، ويوجد المدخل الرئيسي للقلعة في الجهة الشمالية بجوار البرج الشمالي الشرقي. ويحيط بالساحة التي يوجد فيها مزرعة نخيل أكثر من 40 غرفة مبنية من الداخل وتحوي متاريس يصل ارتفاعها إلى 4 أمتار. وتحتوي القلعة على بئرين، يقع أحدهما في داخل القلعة وكان يتم الاستفادة منه من قبل القاطنين في داخل القلعة، أما البئر الثاني الذي كان يطلق عليه اسم طوي الحصن، ويقع خارج القلعة، فكانت تستخدمه القوافل التجارية أثناء مرورها في المنطقة. وقد أسهمت المساحة الكبيرة للقلعة ومخازنها في تقديم الدعم للجيش وتوفير المأوى للعائلات في أوقات الحصار. وتعتبر من أكبر القلاع المحصنة في الإمارات. تقع قلعة مزيد غرب منطقة مزيد في العين بالقرب من المبزرة الخضراء على سفح جبل حفيت. يستطيع الزوار الوصول إلى الحصن من شارع 137 المتفرع عن شارع زايد بن سلطان.